# Blériot X
Die Blériot X war ein einsitziges Flugzeug des französischen Luftfahrtpioniers Louis Blériot.

## Aufbau
Blériot baute die Maschine als Monoplan mit deutlich vergrößerter vorderer Tragfläche und mit deutlich reduzierter hinterer Fläche, die als Höhenruder ausgebildet wurden.
Beim Flug am 31. Oktober 1908 am Flugplatz von Toury erreichte er die Werte, die in den technischen Daten bereitgestellt sind.

## Technische Daten
| Kenngröße             | Daten                                    |
| --------------------- | ---------------------------------------- |
| Besatzung             | 1 Pilot                                  |
| Länge                 | 10 m (Blériot IX)                        |
| Spannweite            | 11,50 m (Blériot IX)                     |
| Flügelfläche          | 26 m² (Blériot IX)                       |
| Propellerdurchmesser  | 2,20 m (Vierblatt)                       |
| Antrieb               | ein Antoinette-Motor mit 36,7 kW (50 PS) |
| Höchstgeschwindigkeit | 80 km/h                                  |
| Reichweite            | 30 km                                    |
| Dienstgipfelhöhe      | 40 m                                     |